# Абрамов, Александр Миронович
Александр Миронович Абрамов (1872—1941) — русский военный и казачий деятель, генерал-майор Белой армии.

## Биография
Родился 29 августа 1872 года в православной семье — коллежского секретаря, казака Каменской станицы — Мирона и Мелании Абрамовых.
Окончил Донской Императора Александра III кадетский корпус.
В военную службу вступил юнкером 28 августа 1890 года.
Портупей-юнкер (пр. 04.08.1891). Окончил Николаевское кавалерийское училище по 1 разряду. Хорунжий (пр. 04.08.1892; ст. 04.08.1892) с зачислением в Лейб-гвардии Атаманский полк. Сотник (пр. 07.01.1903; ст. 04.08.1896). Подъесаул (пр. 06.12.1907; 04.08.1900). Есаул (пр. 06.12.1910; ст. 04.08.1904).
Участник Первой мировой войны. Полковник (пр. 26.07.1914; ст. 22.07.1914). На 18 мая 1915 года находился в том же чине и полку. Командир 40-го Донского казачьего полка с 13 июня 1915 года. Командир 2-й бригады 5-й Донской казачьей дивизии с 26 мая 1917 года.
Участник гражданской войны в Донской армии и ВСЮР. Начальник отделения Донской Контрольной палаты с декабря 1919 года. Генерал-майор (10.1918).

## Жизнь в эмиграции
Эвакуировался 25 марта 1920 года в Турцию на остров Лемнос из Новороссийска на корабле «Бюргермейстер Шредер». В августе 1920 года прибыл с острова Лемнос на корабле «Хорнкейт» в Константинополь. Был комендантом беженского лагеря в Буюк-Дере (Турция, 12.1920—07.1921).
В 1923 году переехал в Сербию и проживал в Белграде, а в 1925 году — в Чехословакию, сопровождая Донской казачий архив и музей, перевезённые в Прагу. Сотрудник Донского казачьего архива, заместитель заведующего и секретарь, с 1934 года — в отставке. Абрамова на эту должность выбрали не случайно. Он — представитель казачьего рода, свободно говорил по-французски и немецки, быстро выучил чешский язык, образованный человек и пользовался большим уважением в среде эмигрантов, особенно среди казачьих семей. Репутация позволяла ему беспрепятственно собирать большой фонд, коллекция казачьего архива пополнялась и даже планировалось создать в Праге Музей русского казачества. Однако отсутствие финансирования было критичным. Донской казачий архив в марте 1928 года вошёл в состав Русского заграничного архива МИД Чехословакии и оставался под управлением Абрамова до 1939 года. При этом генерал существовал на пособие от Русской акции помощи и небольшую зарплату за его труд в архиве.
После оккупации Чехии Абрамова уволили. Его здоровье сильно пошатнулось. Абрамов также был членом Юго-Восточного отдела РОВС и Союза русских инвалидов в Чехословакии.
Последние два года своей жизни Абрамов прожил в уединении в замке города Славков-у-Брна (более известного под историческим названием Аустерлиц), куда его в июле 1939 года пригласил граф Карол Палффи (1900—1992) и предложил ему формально исполнять функцию бургграфа. Таким образом, русский офицер мог рассчитывать на жильё и питание. Кроме того, его работодатель, как и сам Абрамов, любили лошадей и были искусными наездниками. С началом войны владелец замка приезжал всё реже, финансирование Абрамова прекратилось. Возможно, генерал получал поддержку от управления полиция Праги — об этом свидетельствуют почтовые карточки. Здесь, в замке, Александр Миронович умер в 1941 году.

### Семья
В 1907 году Абрамов женился на дочери отставного полковника — Евгении Васильевне Гущиной. В 1908 году у них родился сын Борис. После эмиграции генерала они остались в России.

## Награды
- Награждён орденами Св. Анны 3-й степени (1910); Св. Станислава 2-й степени (1913); Св. Владимира 4-й степени с мечами и бантом (1915); Св. Владимира 3-й степени с мечами (18.05.1915); Св. Анны 2-й степени с мечами (1915); Св. Анны 4-й степени (1916).